# Chesias spartiata
Chesias spartiata là một loài bướm đêm trong họ Geometridae.